# Quercus schottkyana
Quercus schottkyana är en bokväxtart som beskrevs av Alfred Rehder och Ernest Henry Wilson. Quercus schottkyana ingår i släktet ekar, och familjen bokväxter. Inga underarter finns listade i Catalogue of Life.

## Bildgalleri

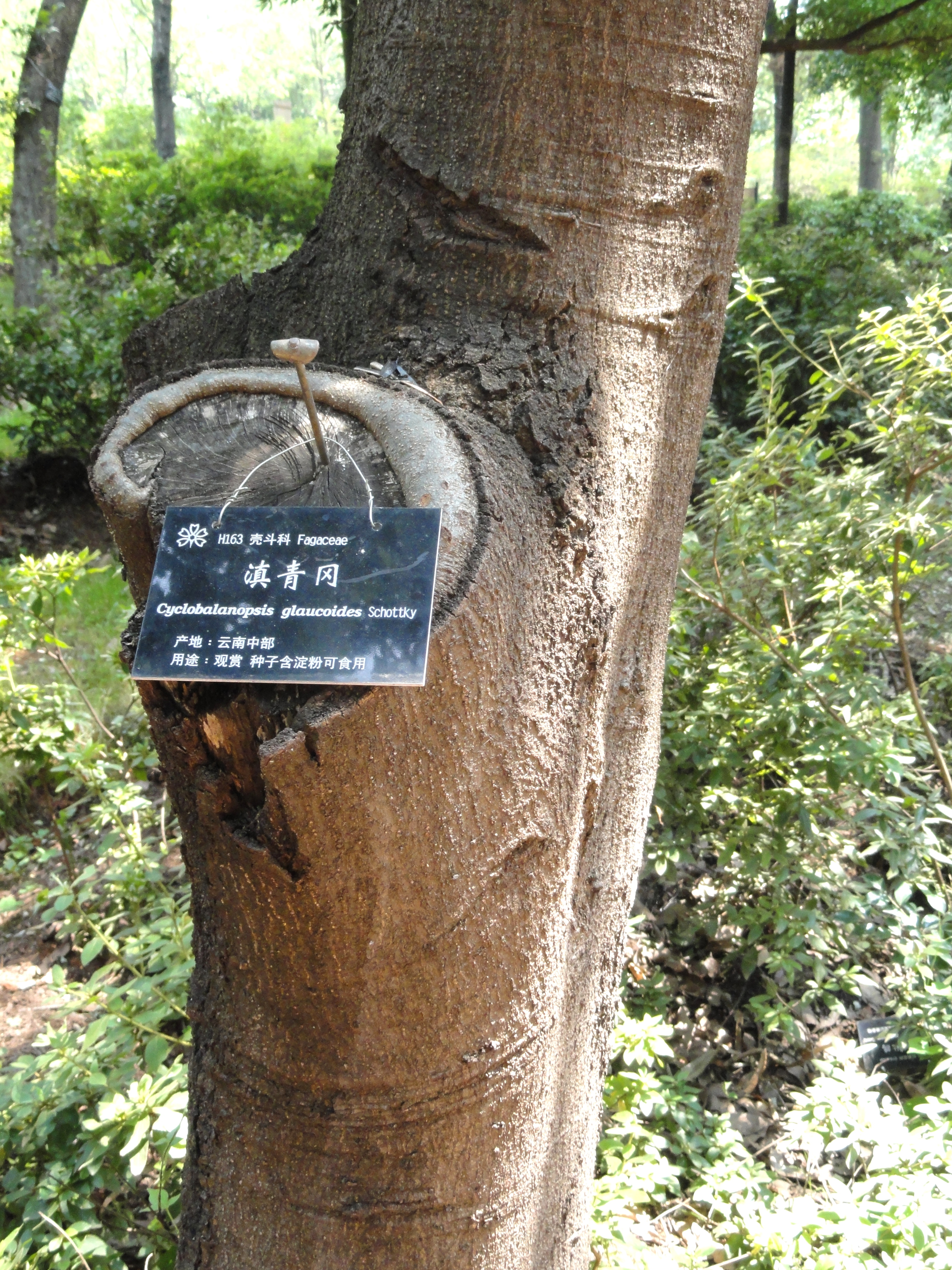
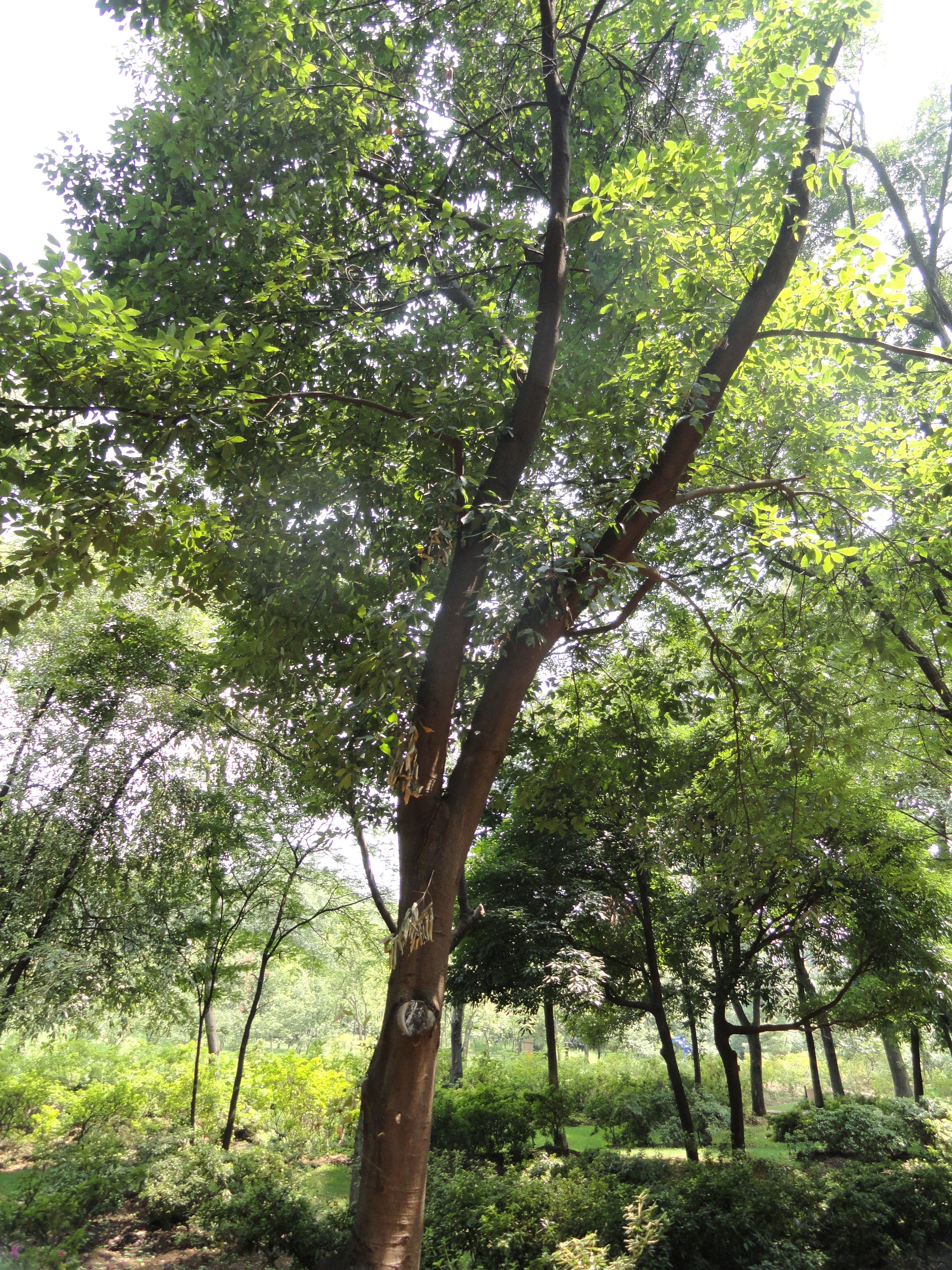